# Kamillo Kromo
Kamillo Kromo è un racconto illustrato dell'autore italiano Francesco Tullio Altan del 1978.

## Storia editoriale
Kamillo Kromo è stato pubblicato inizialmente nel 1978 dalle Edizioni EL sotto forma di libro illustrato a colori di grande formato, successivamente ristampato. Nel 1981 è stato pubblicato a puntate sui numeri dal 191 al 193 della rivista linus.
Una nuova edizione, intitolata La vera storia di Kamillo Kromo, è apparsa presso le Edizioni EL nel 1985, in un volume di piccolo formato con modifiche nel testo e nuovi disegni non colorati ispirati a quelli originali.
Nel 2015 l'Emme Edizioni pubblica un'«Edizione speciale per i 40 anni», che contiene, oltre alla storia originale, anche il suo seguito a fumetti Kamillo gira il mondo.

## Trama
Un tempo i camaleonti erano rossi e spiccavano tra il verde della vegetazione, rendendo facile il loro avvistamento a dinosauri e uccellacci neri, che ne erano ghiotti. Uno di loro ebbe l'idea di pitturarsi di verde con colori ad acquerello, in modo da diventare invisibili agli occhi dei predatori. Ciò ebbe successo fino alla prima pioggia, che dilavò i colori, dopodiché i camaleonti tornarono facili prede. Provarono allora ad andare a caccia d'insetti con l'ombrello, ma questo impacciava i loro movimenti. Una mosca propose ai camaleonti di mangiare delle foglie verdi per assumere quel colore, ma quando finalmente i camaleonti, dopo aver passato l'estate nelle loro tane a sgranocchiare foglie, diventarono verdi, era autunno e non potevano mimetizzarsi; provarono allora con le foglie secche e con la neve, rimanendo però sempre in ritardo sulla stagione. La giovane Konchita decise di uscire sfidando il pericolo e riuscì a passare inosservata sotto il muso di un dinosauro perché sviluppò il modo di cambiare colore all'istante, e con lei i suoi simili.
Siccome i piccoli continuavano a nascere rossi, i gli adulti istituirono una scuola per insegnar loro a cambiare colore velocemente. Così, all'età di quattro anni, l'undicesimo figlio di Konchita, di nome Kamillo, iniziò a frequentarla, ma non fece alcun progresso perché continuava a confondersi e infine ne fu cacciato. Divenne amico di Pino, uno scoiattolo che leggeva il giornale, che l'avvertì del ritorno degli uccellacci neri, ma quando Kamillo lo riferì agli altri camaleonti non fu creduto. Uno di questi uccellacci ghermì proprio il maestro di Kamillo, che per la paura era diventato rosso. Kamillo pensò che, se l'uccello fosse stato di un altro colore, non avrebbe cacciato i camaleonti, ed ecco che l'uccello divenne rosa e lasciò andare il maestro. Per festeggiare lo scampato pericolo e celebrare Kamillo, i camaleonti fecero una gran festa con gli altri animali loro amici.

## Stile
Il racconto è narrato con parole e immagini secondo tre diverse modalità espressive: testo accompagnato da grandi illustrazioni, vignette commentate da didascalie e strisce a fumetti.

## Opere derivate

### Fumetto
L'autore ha proseguito le vicende di Kamillo Kromo sotto forma di un fumetto intitolato Kamillo gira il mondo, pubblicato inizialmente a puntate sui primi numeri della rifondata L'Illustrazione dei piccoli e poi raccolto in volume.

### Teatro
Nel 1990 il compositore Luca Tessadrelli ha ricavato da Kamillo Kromo un'opera per bambini, poi trasformata in suite orchestrale.
Uno spettacolo teatrale intitolato Pimpa, Kamillo e il libro magico, che vede la presenza di un altro celebre personaggio di Altan, è andato in scena nel 2012 al Teatro dell'Archivolto di Genova, con la regia di Giorgio Gallione e le musiche di Carlo Boccadoro.

### Televisione
Nel 1993 è stato realizzato un cortometraggio animato omonimo, prodotto dalla Lanterna Magica e diretto da Enzo d'Alò, andato in onda sulle reti Rai.

## Influenze culturali
Una scuola dell'infanzia di Trieste prende il nome da Kamillo Kromo.

## Edizioni
- Altan, Kamillo Kromo, illustrazioni dell'autore, Trieste, Edizioni EL, 1978, ISBN 88-85012-10-8.
- Francesco Altan, La vera storia di Kamillo Kromo, collana Un libro in tasca. Le letture, illustrazioni dell'autore, n. 21, Trieste, Edizioni EL, 1985, ISBN 88-7068-011-8.
- Altan, Kamillo Kromo, collana Storie e rime 25, illustrazioni dell'autore, Trieste, Einaudi Ragazzi, 1994, ISBN 88-7926-141-X.
- Altan, Kamillo Kromo, illustrazioni dell'autore, San Dorligo della Valle, Emme, 2008, ISBN 978-88-6079-249-5.
- Altan, Kamillo Kromo, illustrazioni dell'autore, La collana dei piccoli, San Dorligo della Valle, Emme, 2012, ISBN 978-88-7926-989-6.
- Altan, Kamillo Kromo. Edizione speciale per i 40 anni, illustrazioni dell'autore, serie La collana dei piccoli, San Dorligo della Valle, Emme, 2015, ISBN 978-88-6714-330-6.